# John Devereux
John Devereux (* 1778 in Taghmon im County Wexford; † 25. Februar 1860 in 47, Hertford Street Mayfair in London) war ein kolumbianischer außerordentlicher Gesandter und Ministre plénipotentiaire.

## Leben
John Devereux war der Sohn von Mary Dixon und William Devereux, ein Brennerei-Unternehmer, der die Garnison von Taghmon versorgte. Anfang Februar 1776 leistete William Devereux den Fahneneid Oath of Allegiance vor dem Friedensrichter Walter Hore. John Devereux hatte eine prominente Rolle bei der Battle of New Ross (1798). Nachdem der Aufstand niedergeschlagen war, wurde nach John Devereux gefahndet, die Familie von John Devereux wurde in Sippenhaftung genommen, worin sein Vater William Devereux starb. John Devereux wurde nach dem Aufstand im Mercer's Hospital von Francis L'Estrange (1756–1836) in Dublin behandelt. In Cork wurde Klage gegen John Devereux wegen Hochverrat erhoben. John Devereux zeigte Charles Cornwallis, 1. Marquess Cornwallis seine Ergebenheit, und dieser freundete sich mit ihm an und zeigte Interesse an seiner Zukunft.
Ab 1810 arbeitete John Devereux als US-Bürger in Baltimore bei einem Handelshaus.
Im Britisch-Amerikanischen Krieg firmierte er als Reeder von Schiffen, welche die 1812 von britischer Seite verhängte Blockade der US-Häfen ignorierten. Die Adventure, ein bewaffneter Schoner, wurde dabei von zwei französischen Privateers aufgebracht.
1815 begleitete er eine Waffenladung nach Cartagena, als Simón Bolívar von Mai bis Dezember 1815 in Jamaika im Exil war. Devereux ernannte sich zum General und behauptete im britischen Parlament, Freunde zu haben, die er zur Unterstützung der Rebellion gegen die spanischen Kolonialherren auffordern könne. In Buenos Aires versuchte er, einen Kredit über zwei Millionen Pesos für eine Militärintervention zugunsten von Bolivar zu erhalten.
Simón Bolívar wurde in Port-au-Prince von Robert Sutherland († 18. Mai 1819 Port-au-Prince), Waffenlieferant von Jean-Jacques Dessalines und Reedereiagent von John O’Brien, beherbergt. Im Juli 1817 leitete Robert Sutherland das Angebot von John Devereux, eine irische Legion mit 5.000 Söldnern für 175 USD per Söldner für den Einsatz in Venezuela zu rekrutieren, an Simón Bolívar weiter. Sutherland empfahl, das Angebot anzunehmen, und gilt als Finanzier dieser Militärintervention, für die Bolivar als Aushängeschild firmierte.
Devereux rekrutierte 1818 und 1823 mit Duldung und indirekter Finanzierung der britischen Regierung etwa 500 Söldner, davon etwa die Hälfte in Irland. Die Verwaltung beschäftigte sich eingehend mit dem Vertrieb von Kommandoposten. Die Söldner warteten die Landung ab, um die Kommandos abzusetzen.
Simón Bolivar berief Devereux 1822 gratis in seinen Generalstab.
Von November 1822 bis Juli 1823 war Devereux Botschafter der Interessen von Großkolumbien an den Höfen in Stockholm und Christiansborg.
1825 wurde er im Königreich Lombardo-Venetien verhaftet und in Venedig inhaftiert.
Anschließend kehrte er in die USA zurück, wo er von einer Pension lebte, welche ihm vom venezolanischen Gesetzgeber 1840 zugebilligt wurde.
In den 1840er Jahren war er geschäftlich für José Manuel Restrepo Veléz in Bogotá und Caracas unterwegs.